# Guglielmo di Saint-Thierry

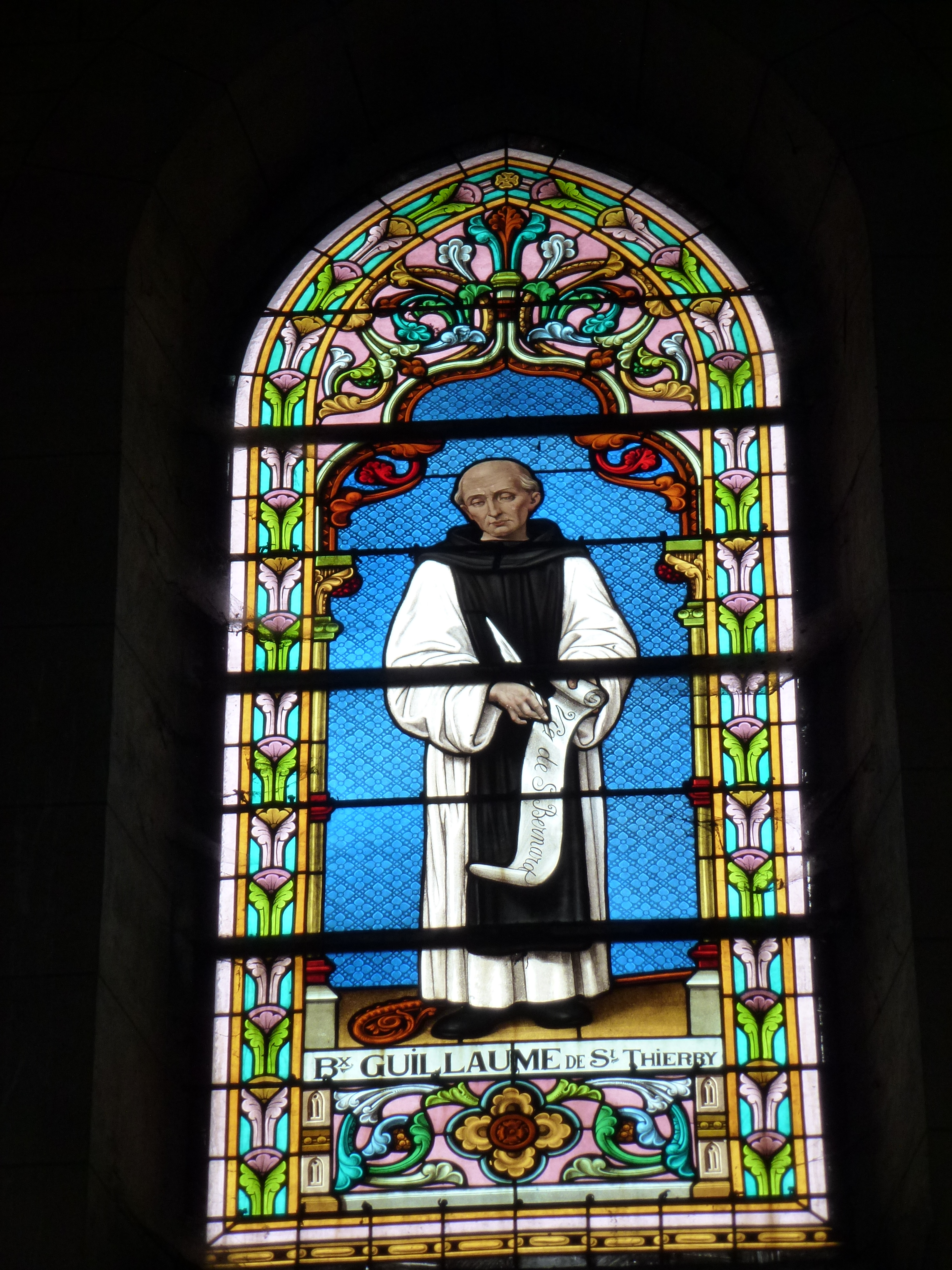
Guglielmo di Saint Thierry.

Guglielmo di Saint Thierry (Liegi, 1075 circa – Signy-l'Abbaye, 8 settembre 1148) è stato un monaco cristiano, teologo e filosofo belga.

## Biografia
Nacque a Liegi o nei suoi dintorni, in una data imprecisata (alcune fonti riportano 1085), che tuttavia dovrebbe oscillare intorno al 1075; della sua infanzia non si sa nulla: anche la tradizione che lo vuole nato da famiglia nobile si fonda unicamente sulla posteriore considerazione che una persona della cultura e della sensibilità di Guglielmo avrebbe dovuto avere origini nobili.
Studiò dapprima a Liegi le cui sette chiese, nel XII secolo, se erano tutte dotate di una scuola, non potevano competere, per modernità e completezza, con quelle francesi; è forse per questo motivo che Guglielmo sia andato a completare lo studio delle arti liberali nella scuola della cattedrale di Reims. È dubbio se egli abbia studiato anche a Laon, alla scuola di Anselmo, dove avrebbe potuto conoscere anche Abelardo. 
Anche la data del suo ingresso nel monastero benedettino di Saint-Nicaise a Reims è ignota e oscilla dal 1100 al 1110 circa, né sono noti i motivi che l'avrebbero indotto alla scelta della vita monastica. 
Nel 1121 fu eletto abate del monastero di Saint-Thierry, presso Reims, posto sull'altura del Mont d'Hor; qui compone le sue prime opere, il De contemplando Deo e la De natura et dignitate amoris.

### Le prime opere
Il rapporto fra l'uomo e Dio è essenzialmente un rapporto d'amore: «Tu ci ami in quanto fai di noi tuoi amanti e noi ti amiamo in quanto riceviamo il tuo Spirito. Il tuo Spirito è il tuo amore che penetra e possiede le intime fibre dei nostri affetti [...] Mentre il nostro amore è affectus, il tuo è effectus, un'efficacia che ci unisce a te grazie alla tua unità, allo Spirito santo che ci hai donato».
L'amore di Dio per noi si è manifestato in due fasi: la passione di Cristo suscita in noi l'amore per lui e l'opera dello Spirito realizza l'unione del cristiano in Dio. 
La natura dell'amore non è tuttavia soltanto sentimento: vi partecipa anche la ragione. Guglielmo, identificando la carità con la vista posseduta dall'anima per vedere Dio, afferma che i due occhi della vista sono «l'amore e la ragione. Se uno dei due opera senza l'altro, non andrà lontano. Possono però molto soccorrendosi a vicenda, diventando un solo occhio». Il compito della ragione sta nell'istruire l'amore, mentre il compito dell'amore è d'illuminare la ragione, così che la ragione divenga essa stessa amore e l'amore non oltrepassi i confini della ragione».

## L'incontro con Bernardo di Chiaravalle
Nel 1118 conosce Bernardo di Chiaravalle; scriverà (Vita di san Bernardo, 7, 33) che «se quel giorno avessi potuto scegliere, l'unica cosa che avrei voluto sarebbe stata di rimanere sempre con lui per servirlo». La conoscenza dell'abate di Clairvaux fu certamente decisiva per la futura decisione di lasciare la sua carica di abate, ma fu importante anche per l'elaborazione delle sue opere successive.
Scrive Guglielmo che, nel 1128 quando, pur malato, si recò nell'abbazia di Chiaravalle dove anche Bernardo era ricoverato nell'infermeria, «lui mi spiegava con dolcezza e senza reticenze i giudizi della sua intelligenza e i risultati della sua esperienza, nel tentativo di insegnare a un inesperto tante cose che si possono imparare solo con l'esperienza». Risultato di queste conversazioni fu il Breve commento sui primi due capitoli del Cantico dei cantici, scritto verso il 1130 e le raccolte di commenti tratte dagli scritti di sant'Ambrogio e di san Gregorio, relativi al Cantico. 
Ma il maggior frutto della meditazione di Guglielmo sul Cantico biblico è il Commento al Cantico dei cantici. 
Inadatto a occuparsi dei problemi pratici dell'amministrazione dell'abbazia, abbandonò nel 1135 il monastero di Saint-Thierry per ritirarsi come semplice monaco nell'abbazia cistercense di Signy, nelle Ardenne.
Nel 1138 inizia la controversia contro Abelardo che, con l'intervento determinante di Bernardo, porterà alla condanna del filosofo parigino nel concilio di Sens. Segnala ancora a Bernardo quelli che lui considera gli errori contenuti nella Summa philosophiae di Guglielmo di Conches.

### Opere
Le opere di Guglielmo di Saint-Thierry sono presenti nella Patrologia Latina (PL), a cura di J. P. Migne, Lutetiae Parisiorum, 1844-1864
- De contemplando Deo, PL 184
- Contemplazione, Magnano, 1988
- De natura et dignitate amoris, PL 184
- Natura e grandezza dell'amore, Magnano, 1990
- De sacramento altaris, PL, 180
- Brevis commentatio in Cantici canticorum priora duo capita, PL 184
- Commentarius in Cantica canticorum e scriptis sancti Ambrosii, PL 15
- Commento ambrosiano al Cantico dei Cantici, Milano-Roma, 1993
- Excerpta ex libris sancti Gregorii papae super Cantica canticorum, PL 180
- Expositio in Epistolam ad Romanos, PL 180
- Meditativae orationes, PL 180
- Dalla meditazione alla preghiera, Magnano, 1987
- De natura corporis et animae, PL 180
- La natura del corpo e dell'anima, Firenze, 1991
- Expositio super Cantica Canticorum, PL 180
- Commento al Cantico dei Cantici, Magnano, 1991
- Disputatio adversus Petrum Abelardum, PL 180
- Epistola Guillelmi abbatis ad Gaufridum Carnotensem episcopum et Bernardum abbatem Clarae-Vallensem, PL 180
- Epistola de erroribus Guillelmi de Conchis, PL 180
- Speculum fidei, PL 180
- Lo specchio della fede, in "Guglielmo di Saint-Thierry, Opere/1", Roma, 1993
- Aenigma fidei, PL 180
- L'enigma della fede, in "Guglielmo di Saint-Thierry, Opere/1", Roma, 1993
- Epistola ad Fratres de Monte Dei, PL 184
- La lettera d'oro, Firenze, 1983
- Vita sancti Bernardi, PL 185 (Vita di san Bernardo, in "Guglielmo di Saint-Thierry, Opere/1", Roma, 1993)

### Studi
- M. M. Davy, Théologie et mystique de Guillaume de Saint-Thierry. La connaissance de Dieu, Paris, 1954
- M. D. Chenu, La teologia del XII secolo, Milano, 1986
- J. Leclercq, La spiritualità del Medioevo, Bologna, 1986
- A. M. Piazzoni, Guglielmo di Saint-Thierry. Il declino dell'ideale monastico nel XII secolo, Roma, 1988
- P. Verdeyen, La théologie mystique de Guillaume de Saint-Thierry, Paris, 1990
- H. Blommestijn, Imago Dei in Guglielmo di Saint-Thierry, in "L'antropologia dei maestri spirituali", Cinisello Balsamo, 1991
- L. Bouyer, La spiritualità cistercense, Milano, 1994
- G. Como, Ignis amoris Dei. Lo Spirito santo e la trasformazione dell'uomo nell'esperienza spirituale secondo Guglielmo di Saint-Thierry, Milano, 2001
- J. Leclercq, Cultura umanistica e desiderio di Dio. Studio sulla letteratura monastica del Medioevo, Milano, 2002
- D. Cazes, La théologie sapientielle de Guillaume de Saint Thierry, Roma 2009
- D. Penna, Amor ipse intellectus est. Amore e conoscenza in Guglielmo di Saint-Thierry, in C. Moreschini (a cura di), Trinità in relazione. Percorsi di ontologia trinitaria dai Padri della Chiesa all'Idealismo tedesco, Edizioni Feeria, Firenze 2015.
- D. Penna, L’ontologia trinitaria di Guglielmo di Saint-Thierry. L'unitas spiritus come riflessione ontologica, in Quaderni di Inschibboleth, 12 (2019), pp. 75-92.